# Ferrocarril en Laos

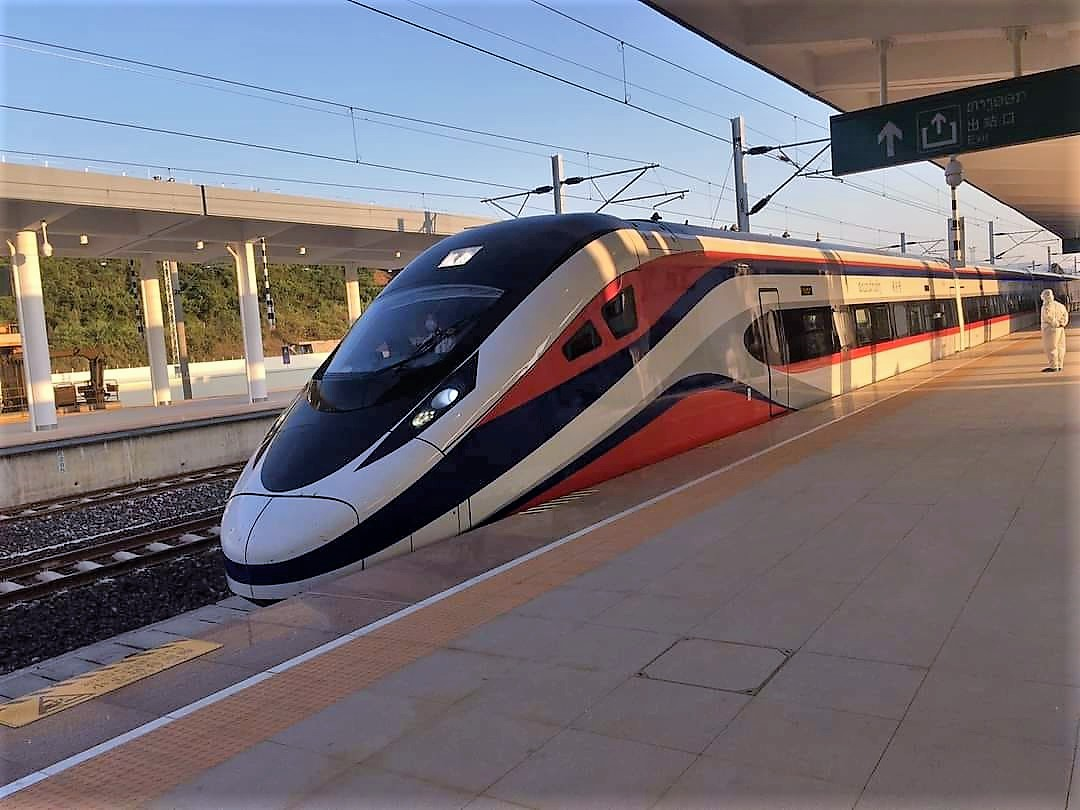
Ferrocarril Boten-Vientián

Laos cuenta con 414 km de líneas ferroviarias de ancho estándar de 1.435 mm, que consisten principalmente en el ferrocarril Boten-Vientián, inaugurado en diciembre de 2021. También cuenta con una vía férrea de 3 km de ancho métrico en la terminal de Thanaleng conectada al sistema ferroviario de Tailandia.

## Historia
Debido a la geografía montañosa de Laos, el país no ha tenido una infraestructura ferroviaria importante, por lo que tradicionalmente el transporte ferroviario no ha desempeñado un papel importante en el sector del transporte. Esto cambió con la apertura del ferrocarril Boten-Vientián.
El ferrocarril de vía estrecha Don Det - Don Khon fue construido por los franceses cuando Laos formaba parte de la Indochina francesa. El ferrocarril cruzaba las islas de Don Det y Don Khon, lo que permitía que barcos, mercancías y pasajeros viajaran por el río Mekong. El ferrocarril fue abandonado y quedó en mal estado, aunque parte de la infraestructura sigue en pie.
A finales de la década de 1920, se iniciaron las obras del ferrocarril Thakhek-Tan Ap, que debía unir Thakhek, en la provincia de Khammouane, con la estación de tren de Tân Ấp, en la provincia de Quảng Bình, en Vietnam, a través del paso de Mụ Giạ. Sin embargo, el proyecto se abortó finalmente en la década de 1930.

## Enlace con Tailandia
En enero de 2007 se iniciaron las obras de ampliación de 3,5 kilómetros de la red de los Ferrocarriles Estatales de Tailandia, de ancho métrico, a través del Puente de la Amistad entre Tailandia y Laos, hasta la estación ferroviaria de Thanaleng, una nueva terminal de pasajeros y mercancías situada en el pueblo de Dongphosy, a 20 kilómetros al este de Vientián. Los trenes de prueba comenzaron a circular el 4 de julio de 2008, y la Princesa Maha Chakri Sirindhorn de Tailandia inauguró formalmente la línea el 5 de marzo de 2009. A partir de noviembre de 2010, las autoridades laosianas planean convertir la estación en una terminal de carga ferroviaria para trenes de mercancías, lo que permitirá transportar carga desde Bangkok a Laos a un coste inferior al que supondría el transporte por carretera. Un tren lanzadera circula dos veces al día entre las estaciones de Nong Khai y Thanaleng. También, ocasionalmente, el Eastern and Oriental Express.

## Enlace con Vietnam
Desde 2012 está prevista una línea entre Savannakhet y Lao Bao (Vietnam). Desde 2007, también se ha hablado de una línea entre Vientián y el puerto de Vũng Áng, en la provincia de Hà Tĩnh (Vietnam), a través del paso de Mụ Giạ.

## Enlace con China
Laos lleva mucho tiempo negociando con China la posibilidad de un proyecto ferroviario conjunto.
En octubre de 2010 se anunciaron los planes para construir una línea de ferrocarril de ancho estándar de 530 kilómetros que uniría Vientián con Xishuangbanna, en la provincia china de Yunnan. Se esperaba que la construcción comenzara en 2011 y se completara en 2014. Había planes para extender este ferrocarril hacia el sur, desde Vientián hasta Bangkok.
En octubre de 2012, se volvió a anunciar la firma de un acuerdo con China sobre la construcción de un ferrocarril desde Vientián hasta la frontera china "en cuestión de días". El coste del proyecto se cifra en 7.000 millones de dólares, [aclaración necesaria] y la construcción correrá a cargo de empresas chinas. La ceremonia de colocación de la primera piedra estaba prevista para noviembre de 2012, y la finalización del proyecto se esperaba para 2017. En noviembre de 2012, la prensa laosiana informaba de que el dinero para la construcción del ferrocarril se pediría prestado al Banco EXEM de China; la construcción se iniciaría en 2013 y se completaría en 2018. En marzo de 2020 la construcción está muy avanzada y su finalización está prevista para diciembre de 2021.
El enlace ferroviario atravesará la provincia china de Yunnan y unirá Kunming (China) con Vientián y Dawei (Myanmar) vía Bangkok (Tailandia). El 23 de febrero de 2013, parte de la nueva línea ferroviaria comenzó a funcionar. Se extiende desde Yuxi, al sur de Kunming, capital de Yunnan, hasta Mengzi, en la ruta hacia la frontera vietnamita, y está destinada principalmente al transporte de mercancías con una velocidad máxima de 120 kilómetros por hora. La nueva línea sustituye a la centenaria línea Kunming-Haiphong, de 854 kilómetros, que tenía una velocidad de sólo 30 kilómetros por hora.
El 2 de diciembre de 2015, Laos y China iniciaron oficialmente[aclarar] la construcción de una vía férrea desde Vientián hasta la frontera china. El ferrocarril se extenderá 427 kilómetros, desde la frontera entre Laos y China en la provincia de Phongsaly hasta Vientián. El ferrocarril estará conectado con el nuevo puente ferroviario que cruza el Mekong entre Vientián y la provincia tailandesa de Nongkhai. El coste total del proyecto se estima en 38.700 millones de yuanes (más de 6.000 millones de dólares), lo que supone unos 90,6 millones de yuanes (unos 14 millones de dólares) por kilómetro. China será responsable del 70% de la inversión total, mientras que Laos correrá con el resto. A partir de noviembre de 2021, la construcción ha finalizado y el ferrocarril se abrió al tráfico nacional en diciembre de 2021.